# Music from Big Pink
Music from Big Pink es el primer álbum de estudio del grupo canadiense The Band, publicado por la compañía discográfica Capitol Records en julio de 1968. El álbum incluyó canciones compuestas en su mayoría en «Big Pink», un chalé ubicado en West Saugerties (Nueva York) y compartido por Rick Danko, Richard Manuel y Garth Hudson, donde el grupo registró con el músico estadounidense Bob Dylan más de un centenar de grabaciones caseras en forma de demos e improvisaciones musicales tras un semiretiro profesional después de sufrir un accidente de tráfico.
La cercanía a Dylan favoreció un periodo de máxima creatividad en el que Danko, Manuel y Robertson contribuyeron como compositores al material de Music from Big Pink, años antes de que el último se convirtiese en líder del grupo de facto. Además, su estilo cercano al country, el folk, el R&B y el soul se contrapuso al creciente dominio de la psicodelia en la música popular a finales de la década de 1960, tras el éxito del álbum de The Beatles Sgt. Pepper's Lonely Hearts Club Band. Tras el regreso de Levon Helm, el grupo grabó Music from Big Pink en varios estudios de grabación de Los Ángeles y Nueva York con John Simon como productor. 
A pesar de solo alcanzar el puesto treinta en la lista estadounidense Billboard 200 y el dieciocho en la lista de discos más vendidos de Canadá, Music from Big Pink es considerado por la crítica musical como uno de los mejores álbumes de la historia del rock. Al respecto, William Ruhlmann de Allmusic escribió: «Con el tiempo, Music from Big Pink será recordado como una obra clave en la historia del rock, al introducir nuevos matices y enfoques para un género en constante evolución». En retrospectiva, la revista Rolling Stone situó el álbum en el puesto 34 de la lista de los 500 mejores álbumes de todos los tiempos, y figura en la quinta posición de la lista de los cien mejores álbumes debut de la revista Uncut. En 2001, tras su reedición junto a parte del catálogo musical de The Band, Music from Big Pink fue certificado por la RIAA con un disco de oro al superar el medio millón de copias vendidas en el país.

## Trasfondo

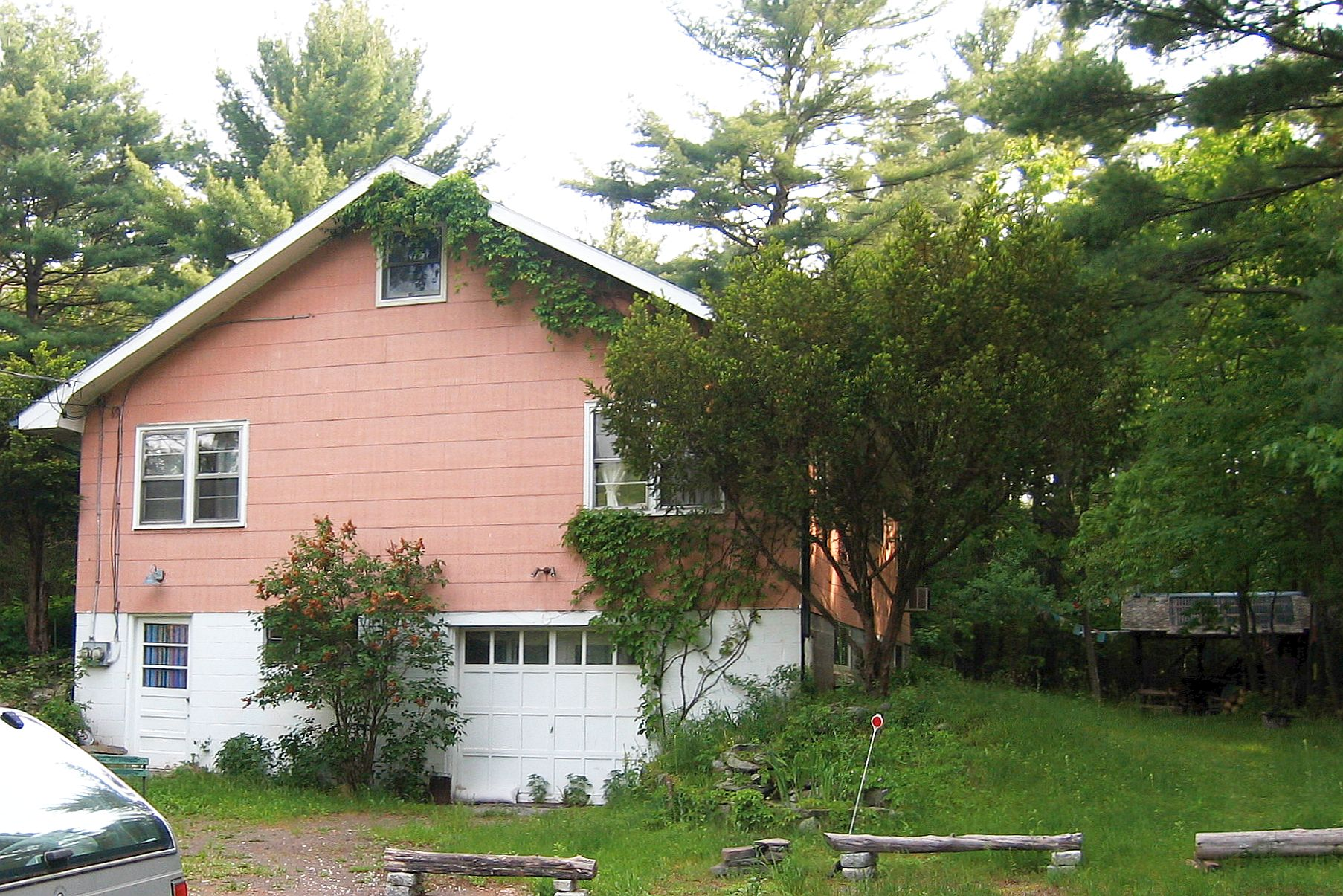
«Big Pink», donde fueron compuestas las canciones de Music from Big Pink, en 2006.

Los miembros de The Band respaldaron a Bob Dylan bajo el antiguo nombre de The Hawks en su conversión a la música rock durante sus primeras giras eléctricas, primero en los Estados Unidos durante 1965 y posteriormente en una gira mundial durante 1966. La conversión musical de Dylan, desde el folk de sus primeros trabajos al rock de su álbum Highway 61 Revisited, fue mal recibida por un sector del público en varios conciertos, donde la aparición de The Hawks en el escenario era recibida con abucheos e insultos. La presión ejercida sobre el grupo hizo que Levon Helm, batería de The Hawks, abandonara la gira y fuese sustituido por Mickey Jones.
Una vez finalizada la gira, con Helm ejerciendo diversos oficios en Arkansas, Dylan se retiró a su hogar de Woodstock para editar Eat the Document, un documental con material de su gira europea. Rick Danko, Richard Manuel y Garth Hudson viajaron con frecuencia a Woodstock para trabajar con Dylan y acabaron adquiriendo una casa de color rosado llamada afectivamente «Big Pink», a la que se trasladaron sin Robbie Robertson, quien decidió instalarse en Glasko Turnpike con su mujer Dominique Bourgeois. La casa, situada en Parnassus Lane, había sido construida por Ottmar Gramms, quien compró la finca en 1952.
Garth Hudson adecuó el sótano de «Big Pink» para crear un estudio de grabación conectando dos micrófonos a una grabadora de dos pistas y colocando varios altavoces alrededor. Aprovechando el retiro profesional de Dylan tras sufrir un accidente con su moto Triumph 500 en 1966, los miembros de The Band le invitaron a ensayar habitualmente en su sótano, componiendo un gran número de canciones que fueron registradas usando la grabadora de Hudson. Entre marzo y diciembre de 1967, Dylan y The Band, aún sin Levon, se reunieron de forma informal en ese sótano para tocar seis días a la semana durante dos o tres horas. Las canciones grabadas, a pesar de no tener una calidad de audio profesional, fueron usadas como demos por Albert Grossman, futuro mánager de The Band, para conseguirles un contrato, y sirvieron como base para el futuro álbum debut del grupo, Music from Big Pink.

## Grabación
Con Levon Helm de regreso en Woodstock, The Band comenzó a ensayar las canciones de Music from Big Pink en el propio chalé. Al poco tiempo, el grupo trasladó los ensayos a la séptima planta del estudio A&R Sound de Nueva York, donde grabaron, entre otras canciones, «Tears of Rage», «The Weight», «We Can Talk», y «Lonesome Suzie», usando una consola de cuatro pistas. Albert Grossman vendió las cintas a Capitol Records, que dio el visto bueno al grupo y envió a The Band a grabar a Los Ángeles, con Rex Updegrat de ingeniero de grabación. John Simon, productor de Music from Big Pink, describió el estudio como «una habitación con forma de granero erigida en lo alto de un edificio ya existente. Su acústica era maravillosa». Durante las sesiones, el grupo fue grabado en directo en dos de las cuatro pistas, dejando la tercera pista para los vientos y la cuarta para las voces y la percusión.
Según comentó Helm: «Queríamos que Music from Big Pink sonase como nada de lo que estaban haciendo otros. Era nuestra música, perfeccionada por el aislamiento de la radio y de tendencias contemporáneas, liberada del mundo de los bares y del clima de las giras con Dylan. Crecimos con Hawkins, tocando esas melodías de ritmo rápido. Ahora nosotros eligimos nuestro pulso».
Las sesiones de grabación se alargaron durante un mes, y a falta de disponibilidad en los estudios de Capitol, equipado con una consola de ocho pistas, el grupo se trasladó a los Gold Star Studio, donde grabó cuatro canciones, entre ellas una versión de la canción de Big Bill Broonzy «Key to the Highway», con múltiples riffs de guitarra que recuerdan al trabajo con Ronnie Hawkins y publicada en la reedición del álbum en 2000. En abril de 1968, The Band finalizó la grabación de Music from Big Pink y regresó a Nueva York para mezclar el álbum en A&R Sound.

## Composición

### Letras

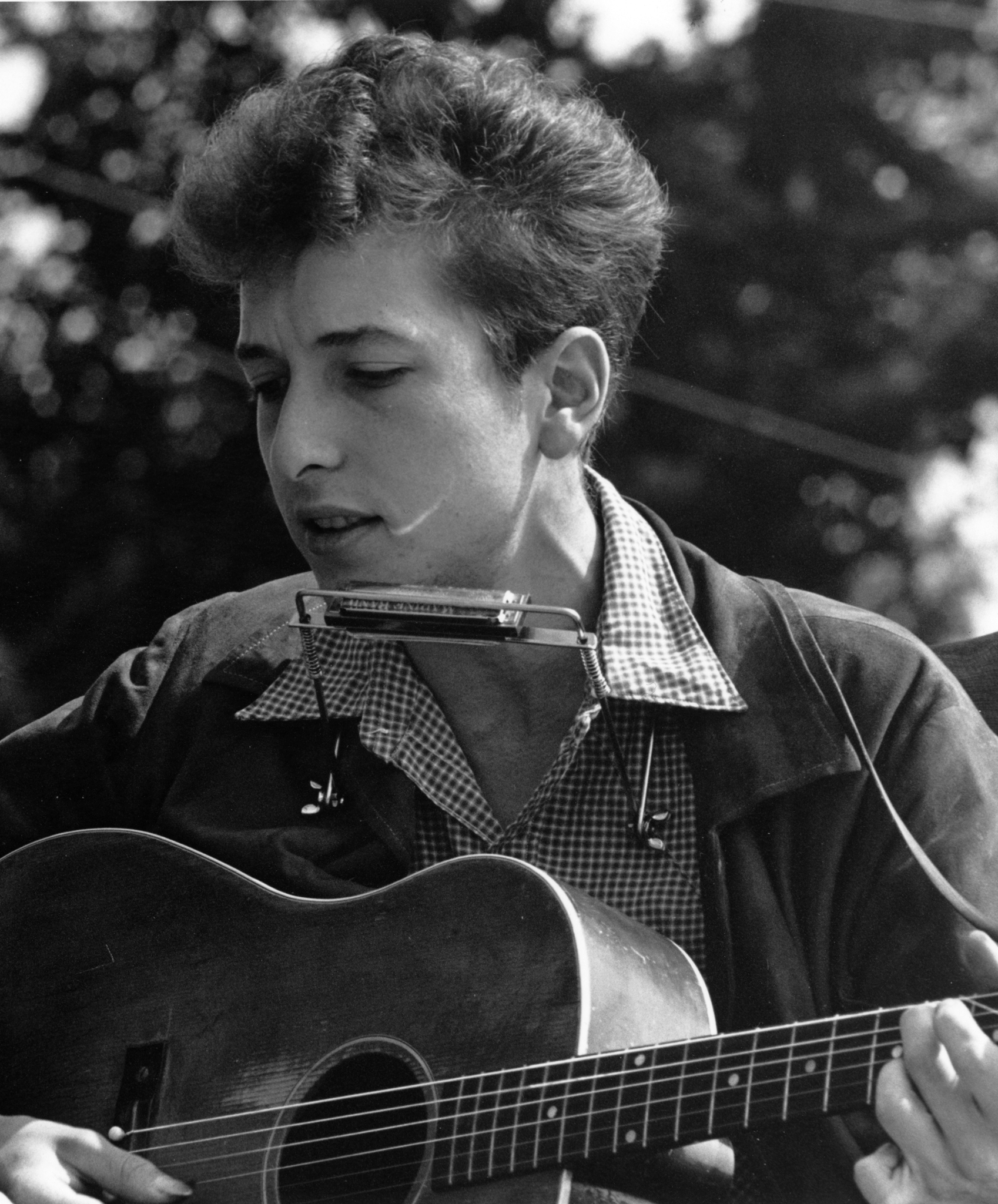
Bob Dylan aportó tres canciones a The Band en Music from Big Pink: «Tears of Rage», «I Shall Be Released» y «This Wheel's on Fire».

Todas las canciones de Music from Big Pink fueron compuestas en el sótano de la casa «Big Pink» coincidiendo con un periodo de máxima creatividad dentro del grupo. Robbie Robertson comentó sobre la composición de las canciones:

«Estaba toda esa música del sótano puesta. Alguna es tonta, otra es seria; una era como «Ruben Remus», otra como «Caledonia Mission». Hay una gran diferencia entre ambas. Unas entran en la categoría de «Yeah! Heavy And a Bottle of Bread» y otras entran en la categoría de «I Shall Be Released». «Tears of Rage» no era una canción tonta del sótano. Era una buena canción. Al mismo tiempo, otras cosas que hacíamos eran graciosas, como «Orange Juice Blues», «Ferdinand», «Ruben Remus» o «Long Distance Operator». Algunas de esas canciones descartadas eran bromas. La idea era: «Señor, lo estamos pasando bien aquí. No es tan doloroso como dicen». Pasábamos buenos ratos escribiendo y relajándonos. Fue el periodo más feliz de The Band. Creo que el disco tiene ese sentimiento. Esas grabaciones eran reflejos de lo que pasaba».

La cercanía a Bob Dylan influyó en los miembros de The Band, especialmente en su capacidad compositiva. Según Robertson: «Entre todas mis influencias, la puerta abierta de Bob fue como una llamada. Como unir las piezas donde vas a oír el humor de Little Willie John cantando «All Around The World» y esas voces con el material de Staple Singers, y a un cantante como Smokey Robinson, pero con otro tipo de letras, cosas influenciadas por Hank Williams. Todas esas cosas unidas, mézclalas en una pota grande, revuélvelas con una cuchara, y obtienes Music from Big Pink y The Band».
Robertson comenzó a componer canciones con un profundo bagaje cultural, usando frecuentemente retratos de la historia norteamericana y personajes tanto ficticios como reales que tendrían un mayor reflejo en posteriores trabajos. No obstante, la cohesión del grupo durante la grabación de Music from Big Pink permitió la colaboración de todos los miembros a la hora de componer y dar forma a un gran número de canciones. Así, por ejemplo, Richard Manuel compuso «In A Station» y «Lonesome Suzie», Rick Danko contribuyó a «This Wheel's On Fire», y Garth Hudson aportó la introducción de «Chest Fever». El propio Dylan también contribuyó a Music from Big Pink con tres canciones: «Tears of Rage» y «I Shall Be Released» coescritas con Manuel, y «This Wheel's On Fire», coescrita con Danko.
En conjunto, las letras resumen las experiencias vividas por los miembros de The Band en los últimos diez años, vistas desde un ambiente tranquilo y rural en contraposición a los movimientos culturales de finales de los sesenta, con la guerra de Vietnam como fondo. Al respecto, Helm comentó: «Music from Big Pink comienza con una canción lenta, que era otra forma de alzarnos contra la rebelión. Íbamos deliberadamente contracorriente. Pocos artistas habían abierto un álbum con una canción lenta y nosotros lo hicimos. En el cénit de la era psicodélica, con sus guitarras ardientes e interminables solos y jams prolongadas, no íbamos a hacer ese tipo de álbum».
Los personajes descritos en las canciones también están relacionados con vivencias de los miembros del grupo. En «The Weight» figura una larga lista de personajes como Luke, que se corresponde con el guitarrista de The Hawks, Jimmy Ray Paulman; Young Anna Lee, una joven de la zona natal de Helm; y Crazy Chester, un conocido de Fayetteville (Arkansas), entremezclados en un recorrido a Nazareth (Pensilvania), lugar de fabricación de las guitarras Martin, que deja entrever, según Robertson, «la imposibilidad de la santidad».

### Música
Music from Big Pink incluye la mezcla de una gran diversidad de géneros musicales como el folk, el country, el rock, el R&B y el soul. Aunque fue definido por algunos críticos musicales como country rock, Levon Helm afirmó en su autobiografía, This Wheel's On Fire, que no era apropiado para definir la complejidad musical del álbum.
Desde los tiempos en que actuaron como grupo respaldo de Ronnie Hawkins, la música de The Band comenzó a sufrir un cambio agudo perceptible en Music from Big Pink. Según Robertson: 

«Con Ronnie y con Bob tocaba solos de guitarra furiosos y estridentes. Cuando comencé con Ronnie no había nadie haciendo eso, solo Roy Buchanan y yo. Pero con The Band la canción se convierte en otra cosa. Hasta ese momento estuve discutiendo con Dylan, con todo el mundo, sobre ese sonido. Todo juega un papel, pero hay una vibración con determinados discos, una cualidad, sea una cosa de Motown o de Phil Spector. Bob decía: «¿A quién le importa eso? Solo me interesa la letra». Pero yo quería descubrir el sonido de The Band. De modo que pensé: «Voy a hacer este disco sin tocar solos de guitarra. Sólo riffs, al estilo de Curtis Mayfield. Quería que la batería tuviese su propio carácter, quería que el piano sonase como un piano de pared. Y voces sensitivas donde podías oír la respiración y la voz saliendo».

El paso de la guitarra de Robertson a un segundo plano, sustituyendo los solos de guitarra por riffs atenuados, convirtió a The Band en un grupo donde la labor de cada miembro estaba equiparada en importancia, a diferencia de otros grupos de la época con mayor dominio de la guitarra. Esta situación se refleja en las canciones de Music from Big Pink, donde cada una incluye una mayor prevalencia de un instrumento en particular, como ocurre con el órgano de Garth Hudson en «Tears of Rage» y «Chest Fever», el Wurlitzer eléctrico de Richard Manuel en «Long Black Veil» o la batería de Levon Helm en «The Weight». Este sentimiento de igualdad se deja entrever con la contribución a las voces de todos los miembros de The Band, incluyendo el propio Robbie Robertson en la canción «To Kingdom Come», quien no volvió a ejercer como vocalista hasta 1976 en el tema «Knockin' Lost John».
El álbum incluye baladas como «Tears of Rage» y «I Shall Be Released», ambas cantadas por Richard Manuel. «Tears of Rage», compuesta años antes en el sótano de «Big Pink» entre Manuel y Bob Dylan, abre Music from Big Pink con la guitarra de Robbie Robertson, el órgano de Garth Hudson y amortiguados golpes de batería de Helm, formando una balada definida por Robertson como «la actuación más conmovedora que Manuel jamás haya cantado en vida». Por otra parte, «I Shall Be Released» está interpretada por Manuel usando una voz en falsete y combinando en los coros tres voces a diferentes niveles: Manuel en lo alto, Danko en el medio y Helm en lo bajo. La canción incluye como un sonido de teclado conseguido con un órgano Roxochord a través de un pedal wah-wah.
«Chest Fever» constituye el ejemplo más cercano en Music from Big Pink a la música psicodélica, ignorada en la trayectoria de The Band. Compuesta por Robertson, el tema comienza con un solo de órgano de Garth Hudson parecido a la Fuga en Mi menor de Johann Sebastian Bach, que se mantiene constante y en segundo plano a lo largo de la canción, combinado con la voz de Manuel. A pesar de estar acreditada a Robertson, Levon usó «Chest Fever» como ejemplo sobre el mal reparto de los derechos de autor en The Band, tema que le enfrentó con Robertson años después. Según escribió Levon en su biografía: «Piensa en «Chest Fever». ¿Recuerdas la letra? Yo tampoco. Recuerdo a Garth Hudson tocando el órgano. Ahora busca los créditos: J.R. Robertson».
A pesar de interpretar a menudo canciones de otros artistas en directo, pocas de estas versiones fueron publicadas en álbumes de The Band, con la excepción del disco Moondog Matinee. La única composición no atribuida a miembros de The Band en Music from Big Pink es «Long Black Veil», compuesta en 1959 por Danny Dill y Marijohn Wilkin, cantada por Danko y acompañado por Helm a partir de la segunda estrofa y por Manuel en los coros.

## Recepción
Tras su publicación en junio de 1968, la prensa musical recibió Music from Big Pink con reseñas favorables. Al Kooper, músico que trabajó con Bob Dylan en Highway 61 Revisited, escribió una crítica positiva en la revista musical Rolling Stone en la que comentó: «Este álbum fue hecho con una consigna: "La honestidad es la mejor táctica". La mejor parte de la música pop actual es la honestidad. En "She's Leaving Home", en "Without Her", en "Dear Landlord", etc. Cuando escuchas un disco deshonesto te sientes insultado o apagado en comparación. Es como la diferencia entre "Dock of the Bay" y "This Guy's In Love With You". Ambas son excelentes composiciones y ambas fueron números uno. Pero crees a Otis mientras que cuestionas a Herb Alpert. Puedes creerte cada verso de este álbum y si lo escoges, elevará muchísimo el placer de la escucha».
Junto a Kooper, la mayoría de críticos musicales también sitúan el álbum entre los mejores de la década de 1960 y destacan su antagonismo con la música dominante en la época. Al respecto, William Ruhlmann escribió para Allmusic: «Sin embargo, tan pronto como «The Weight» se convirtió en un éxito menor en las listas de éxitos, el álbum y el grupo tuvieron su propio impacto, influenciando un movimiento hacia estilos rústicos y elementos country en el rock». Además, Ruhlman destaca la importancia de Music from Big Pink en el panorama musical: «Con el tiempo, Music from Big Pink será recordado como una obra clave en la historia del rock, al introducir nuevos matices y enfoques para un género en constante evolución».
En la misma línea, el álbum recibió la máxima puntuación en reseñas publicadas por revistas musicales como Rolling Stone, Q y Uncut, y figura en un elevado número de listas de los mejores álbumes de la historia del rock. Así, por ejemplo, la revista Rolling Stone situó a Music from Big Pink en el puesto 34 de la lista de los 500 mejores álbumes de todos los tiempos en 2003, y figura en la quinta posición de la lista de los cien mejores álbumes debut de la revista Uncut. El álbum figura también en el puesto 104 de la lista Guinness All Time Top 1000 Albums, publicada en 1994, y en la posición 258 de la lista de los 1 000 mejores álbumes de todos los tiempos elaborada por Virgin.
No obstante, el éxito comercial de Music from Big Pink fue menor. Alcanzó el puesto treinta en la lista estadounidense Billboard 200, mientras que el primer sencillo, «The Weight», solo llegó a la posición 64 de las listas de sencillos y solo obtuvo un mayor éxito de la mano de artistas que versionaron la canción, tales como Aretha Franklin, que alcanzó el puesto diecinueve en abril de 1969, y The Supremes, cuya versión llegó al puesto 46 en septiembre del mismo año. La reedición en 2000 de Music from Big Pink entró en el puesto ocho de la lista Top Internet Albums de Billboard. En enero de 2001, la Asociación de Industria Discográfica de Estados Unidos certificó el álbum como disco de oro al superar la cifra de 500 000 unidades vendidas.

## Portada
La portada de Music from Big Pink corresponde a una pintura realizada por Bob Dylan, usando el mismo estilo que en la portada de su álbum Self Portrait. El álbum se publicó en formato de vinilo con una carpeta desplegable en la que se incluyeron tres fotografías. La primera incluye una imagen en color de la casa «Big Pink» acompañada de una breve descripción escrita por Dominique, mujer de Robbie Robertson. La segunda fotografía retrata al grupo en blanco y negro en Catskills, mientras que la tercera imagen, titulada «Next Of Kin», muestra a los miembros del grupo con cuatro generaciones de familiares.
Robertson comentó sobre las fotografías:

«Después de grabar Music from Big Pink íbamos a hacer una portada y todo el mundo decía: «Oh, ahora deberíais usar este fotógrafo. Es el mejor del país, el mejor de Nueva York, el mejor en esto, el mejor en lo otro». Era como si quisieran que apareciéramos en fotos bonitas. Y estaba mirando fotos antiguas de gente trabajando en la mina, y pensé: «Estas fotos tienen más alma». De modo que pregunté: «¿Quién es el peor fotógrafo de Nueva York?» Me dijeron: «Bueno, es difícil de decir. Te podemos decir cuál es el mejor, pero tienes que salir para encontrar a cualquiera peor». De modo que apareció Elliot Landy. Le enseñé esas fotos, y me dijo: "Me encanta ese trabajo, adoro ese tipo de fotografías". Y yo pensé que aquello podía funcionar».

## Lista de canciones
| Cara A |                     |                           |                              |          |  |
| N.º    | Título              | Escritor(es)              | Vocalista                    | Duración |  |
| 1.     | «Tears of Rage»     | Bob Dylan, Richard Manuel | Richard Manuel               | 5:23     |  |
| 2.     | «To Kingdom Come»   | Robbie Robertson          | Rick Danko, Robbie Robertson | 3:22     |  |
| 3.     | «In a Station»      | Richard Manuel            | Richard Manuel               | 3:34     |  |
| 4.     | «Caledonia Mission» | Robbie Robertson          | Rick Danko                   | 2:59     |  |
| 5.     | «The Weight»        | Robbie Robertson          | Levon Helm, Rick Danko       | 4:34     |  |

| Cara B |                        |                             |                                        |          |  |
| N.º    | Título                 | Escritor(es)                | Vocalista                              | Duración |  |
| 1.     | «We Can Talk»          | Richard Manuel              | Richard Manuel, Levon Helm, Rick Danko | 3:06     |  |
| 2.     | «Long Black Veil»      | Marijohn Wilkin, Danny Dill | Rick Danko                             | 3:06     |  |
| 3.     | «Chest Fever»          | Robbie Robertson            | Richard Manuel                         | 5:18     |  |
| 4.     | «Lonesome Suzie»       | Richard Manuel              | Richard Manuel                         | 4:04     |  |
| 5.     | «This Wheel's on Fire» | Bob Dylan, Rick Danko       | Rick Danko                             | 3:14     |  |
| 6.     | «I Shall Be Released»  | Bob Dylan                   | Richard Manuel                         | 3:19     |  |

| Temas extra (reedición de 2000) |                                            |                                  |          |  |
| N.º                             | Título                                     | Escritor(es)                     | Duración |  |
| 12.                             | «Yazoo Street Scandal»                     | Robbie Robertson                 | 4:01     |  |
| 13.                             | «Tears of Rage»                            | Bob Dylan, Richard Manuel        | 5:32     |  |
| 14.                             | «Katie's Been Gone»                        | Richard Manuel, Robbie Robertson | 2:46     |  |
| 15.                             | «If I Lose»                                | Charlie Poole                    | 2:29     |  |
| 16.                             | «Long Distance Operator»                   | Bob Dylan                        | 3:58     |  |
| 17.                             | «Lonesome Suzie»                           | Richard Manuel                   | 3:00     |  |
| 18.                             | «Orange Juice Blues (Blues for Breakfast)» | Richard Manuel                   | 3:40     |  |
| 19.                             | «Key to the Highway»                       | Big Bill Broonzy                 | 2:28     |  |
| 20.                             | «Ferdinand the Imposter»                   | Robbie Robertson                 | 3:59     |  |

## Personal
| The Band - Rick Danko: bajo, violín y voz - Levon Helm: batería, guitarra acústica, percusión y voz - Garth Hudson: órgano, piano, clavinet y saxofón - Richard Manuel: piano, órgano, batería y voz - Robbie Robertson: guitarras y voz | Equipo técnico - John Simon: producción, saxofón tenor y piano - Don Hahn: ingeniero de sonido - Tony May: ingeniero de sonido - Shelly Yakus: ingeniero de sonido - Bob Dylan: arte de portada - Elliott Landy: fotografía |

## Posición en listas
| Año  | País           | Lista               | Posición |
| ---- | -------------- | ------------------- | -------- |
| 1968 | Canadá         | RPM Albums Chart    | 18       |
| 1968 | Estados Unidos | Billboard 200       | 30       |
| 2000 | Estados Unidos | Top Internet Albums | 8        |

| Sencillo     | País           | Lista             | Posición |
| ------------ | -------------- | ----------------- | -------- |
| «The Weight» | Estados Unidos | Billboard Hot 100 | 63       |
| «The Weight» | Canadá         | RPM Singles Chart | 35       |
| «The Weight» | Reino Unido    | UK Singles Chart  | 21       |

## Certificaciones
| País           | Organismo certificador | Certificación | Ventas certificadas | Ref.  |
| -------------- | ---------------------- | ------------- | ------------------- | ----- |
| Estados Unidos | RIAA                   | Oro           | 500 000             | [ 4 ] |